# 大瓣芹
大瓣芹（学名：Semenovia transiliensis）是伞形科大瓣芹属的植物。分布于哈萨克斯坦以及中国大陆的新疆等地，生长于海拔1,900米至3,200米的地区，常生于河谷草甸、山地草坡及草甸上，目前尚未由人工引种栽培。

## 异名
- Platytaenia depauperata Schischk.